# Раково (Плоцький повіт)
Раково (пол. Rakowo) — село в Польщі, у гміні Вишогруд Плоцького повіту Мазовецького воєводства.
Населення — 250 осіб (2011).
У 1975-1998 роках село належало до Плоцького воєводства.

## Демографія
Демографічна структура станом на 31 березня 2011 року:
|          | Загалом | Допрацездатний вік | Працездатний вік | Постпрацездатний вік |
| -------- | ------- | ------------------ | ---------------- | -------------------- |
| Чоловіки | 123     | 29                 | 75               | 19                   |
| Жінки    | 127     | 26                 | 67               | 34                   |
| Разом    | 250     | 55                 | 142              | 53                   |